# Opharus calosoma
Opharus calosoma är en fjärilsart som beskrevs av Dyar 1913. Opharus calosoma ingår i släktet Opharus och familjen björnspinnare. Inga underarter finns listade i Catalogue of Life.